# Record du monde du 800 mètres
Pour un article plus général, voir Records du monde d'athlétisme.
Les records du monde du 800 mètres sont actuellement détenus par le Kényan David Rudisha avec le temps de 1 min 40 s 91, établi le 9 août 2012 en finale des Jeux olympiques de Londres au Royaume-Uni, et par la Tchèque Jarmila Kratochvílová, créditée de 1 min 53 s 28 le 26 juillet 1983 à Munich, en Allemagne de l'Ouest, ce temps constituant le record du monde d'athlétisme le plus ancien, toutes disciplines confondues.
Le premier record du monde du 800 m homologué par l'Association internationale des fédérations d'athlétisme est celui de l'Américain Ted Meredith en 1912 avec le temps de 1 min 51 s 9. Le Britannique Tommy Hampson est officiellement le premier athlète à franchir la barrière des 1 min 50 s (en 1932), le Néo-zélandais Peter Snell celle des 1 min 45 s (en 1962), l'Italien Marcello Fiasconaro celle des 1 min 44 s (en 1973), le Britannique Sebastian Coe celles des 1 min 43 s (en 1979) et 1 min 42 s (en 1981), et le Kényan David Rudisha celle des 1 min 41 s (en 2012).
La Française Georgette Lenoir est officiellement la première détentrice du record mondial féminin en 1922 avec le temps de 2 min 30 s 4. L'Allemande Hildegard Falck est la première athlète à descendre sous les 2 minutes (en 1971) et la Russe Tatyana Kazankina sous les 1 min 55 s (en 1976).
Les records du monde en salle du 800 m appartiennent au Danois Wilson Kipketer (1 min 42 s 67 le 9 mars 1997 à Paris) et à la Slovène Jolanda Čeplak (1 min 55 s 82 le 3 mars 2002 à Vienne).

## Record du monde masculin

### Premiers records

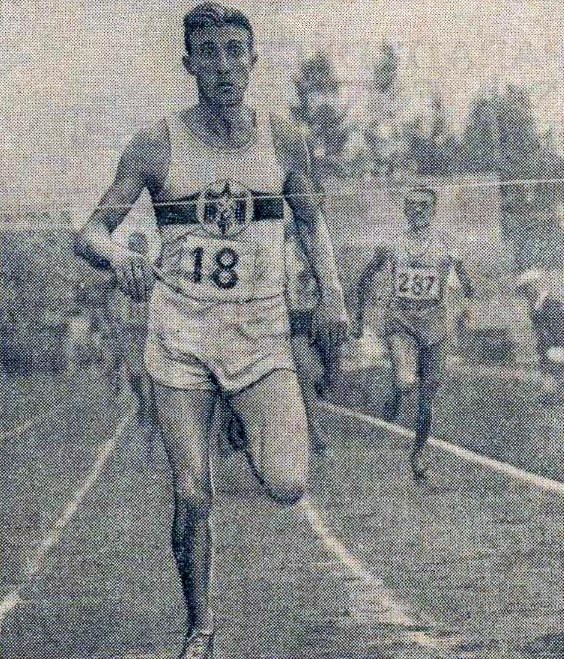
Rudolf Harbig.

La performance de l'Américain Ted Meredith de 1 min 51 s 9, établie le 8 juillet 1912 en finale des Jeux olympiques de 1912, à Stockholm, constitue le premier record du monde du 800 m homologué par l'IAAF.
Le 3 juillet 1926, à Londres, sur la distance de 880 yards (804,672 m), l'Allemand Otto Peltzer améliore de 3/10e de seconde le record mondial en s'imposant en 1 min 51 s 6, temps abaissé de plus d'une seconde le 14 juillet 1928 au cours de la finale du 800 m des championnats de France de Colombes par le Français Séra Martin, en 1 min 50 s 6.
Le 2 août 1932, à Los Angeles en finale des Jeux olympiques, le Britannique Tommy Hampson devient le premier athlète à descendre sous les 1 min 50 s en remportant la finale en 1 min 49 s 8. Deux ans plus tard, le 16 juin 1934 à Princeton dans le New Jersey, l'Américain Benjamin Eastman égale le record du monde d'Hampson en établissant le temps de 1 min 49 s 8 sur la distance du 880 yards, avant que son compatriote Glenn Cunningham ne le porte à 1 min 49 s 7, le 20 août 1936 à Stockholm.
Le record est amélioré par l'autre américain Elroy Robinson, sur 880 yards, le 11 juillet 1937 à New York, en 1 min 49 s 6. Le 20 août 1938, à Londres, dans le cadre d'un 880 yards handicap, qui place sur la piste six « limitmen » disposant d'une avance se situant entre 8 et 85 yards, le Britannique Sydney Wooderson bat de plus d'une seconde le record du monde en parcourant le demi-mile en 1 min 48 s 4. Six jours plus tard, à Dallas, l'Américain John Woodruff réalise 1 min 48 s 1 mais cette performance n'est pas homologuée en raison du fait que la piste d'athlétisme était inférieure à 400 m.
Le 15 juillet 1939, à Milan lors de la rencontre Italie-Allemagne, l'Allemand Rudolf Harbig, dont le record personnel n'était que de 1 min 49 s 4, établit un nouveau du monde du 800 m en 1 min 46 s 6, améliorant de près de deux secondes l'ancienne meilleure marque mondiale de Wooderson. Ce record du monde reste inégalé durant seize ans.

### Peter Snell sous les 1 min 45 s

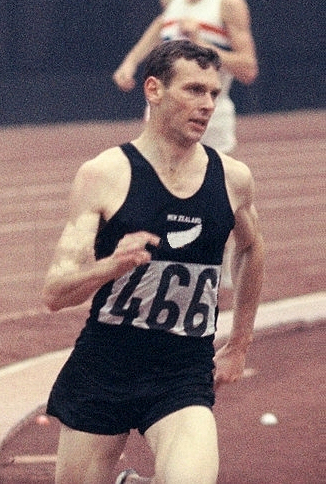
Peter Snell, premier sous les 1 min 45 s.

Le 3 août 1955, lors du meeting des Bislett Games, à Oslo, le Belge Roger Moens améliore de près d'une seconde le vieux record du monde de Rudolf Harbig dans le temps de 1 min 45 s 7, bénéficiant de l'appui de lièvres et de la concurrence du Norvégien Audun Boysen avec qui il livre un sprint final. En 1958, l'IAAF décide que les premiers 100 m du 800 m devront être désormais courus en couloirs.
Le 2 février 1962, à Christchurch sur la distance de 880 yards, le Néo-Zélandais Peter Snell améliore de près d'une seconde et demie le record du monde de Roger Moens en passant aux 800 m en 1 min 44 s 33. Il devient officiellement le premier athlète à descendre sous la barrière des 1 min 45 s.
La performance de Peter Snell de 1 min 44 s 33 est égalée par l'Australien Ralph Doubell le 15 octobre 1968 à Mexico en finale des Jeux olympiques . Les saisons suivantes, plusieurs athlètes se rapprochent du record du monde dans cet intervalle : l'Américain Ken Swenson qui atteint 1 min 44 s 80 en 1970 et le Sud-africain Dicky Broberg qui réalise 1 min 44 s 7 en 1971.
Le 1er juillet 1972 à Eugene lors des championnats des États-Unis, l'Américain Dave Wottle égale le record du monde codétenu par Peter Snell et Ralph Doubell.
Le 27 juin 1973, au cours de la rencontre Italie-Tchécoslovaquie à Milan, l'Italien Marcello Fiasconaro établit un nouveau record mondial en 1 min 43 s 7, effaçant des tablettes le précédent record de Snell, Doubell et Wottle, et devenant le premier athlète à descendre sous les une minute et 44 secondes. Le 18 juillet 1974, l'Américain Rick Wohlhuter frôle le record du monde en établissant 1 min 43 s 91 à Stockholm. Un an plus tard, le 20 août 1975 à Zurich, le Kényan Mike Boit établit le temps de 1 min 43 s 79.

### D'Alberto Juantorena à Sebastian Coe
| |  |  |
| Alberto Juantorena (à gauche) et Sebastian Coe (à droite) améliorent à deux reprises le record du monde du 800 m. |  |  |

Le 16 juillet 1976, en finale du 800 m des Jeux olympiques de Montréal, le Cubain Alberto Juantorena remporte la médaille d'or an améliorant de 2/100e de seconde le record du monde de Marcello Fiasconaro en réalisant le temps de 1 min 43 s 5 (temps électronique de 1 min 43 s 50).
Près d'un an plus tard, le 21 août 1977 lors des Universiades d'été de Sofia en Bulgarie, Alberto Juantorena abaisse son propre record du monde à 1 min 43 s 4 (temps électronique de 1 min 43 s 44). Le 31 août 1978, l'Est-allemand Olaf Beyer échoue à 4/10e du record du monde de Juantorena en établissant le temps de 1 min 43 s 84 à Prague.
Dès la fin des années 1970, le Britannique Sebastian Coe règne sur le demi-fond mondial. Le 5 juillet 1979, lors des Bislett Games d'Oslo, il établit un nouveau record mondial du 800 m en 1 min 42 s 33, améliorant d'une seconde et un dixième le record d'Alberto Juantorena, et devenant le premier athlète sous les 1 min 43 s. À partir de 1979, l'IAAF ne valide que les records du monde établis à l'aide du chronométrage électronique.
Détenteur par la suite des records du monde du 1 000 m, du 1 500 m et du Mile, il améliore de 61/100e de seconde son propre record du monde du 800 m, le 10 juin 1981 à Florence, en étant le premier à courir en moins de 1 min 42 s, en 1 min 41 s 73. À l'instar de la performance de Rudolf Harbig en 1939, le record du monde de Sebastian Coe n'est amélioré que seize ans plus tard, même si le Brésilien Joaquim Cruz s'en rapproche lors de la saison 1984 en courant en 1 min 41 s 77 à Cologne. L'Américain Johnny Gray réalise 1 min 42 s 65 en 1988 et le Britannique Peter Elliott 1 min 42 s 97 en 1990.

### De Wilson Kipketer à David Rudisha
| |  |  |
| Wilson Kipketer (à gauche) et David Rudisha (à droite) égalent ou améliorent à trois reprises le record du monde du 800 m. |  |  |

Le 7 juillet 1997, à Stockholm, le Danois d'origine kényane Wilson Kipketer égale en 1 min 41 s 73 le record du monde de Sebastian Coe établi seize ans plus tôt. Le 13 août 1997, il l'améliore de près d'une demi-seconde en couvrant la distance en 1 min 41 s 24 lors du Weltklasse Zurich. Le 24 août 1997 à Cologne, Kipketer établit un troisième record du monde consécutif en moins de deux mois, en parcourant les 800 m en 1 min 41 s 11.
Le 22 août 2010, lors du meeting ISTAF Berlin, le Kényan David Rudisha améliore de 2/100e de seconde le record mondial de Wilson Kipketer en s'imposant dans le temps de 1 min 41 s 09, après avoir été lancé par son compatriote Sammy Tangui, qui dans le rôle du lièvre effectue le premier tour de piste en 48 s 65. Le 29 août 2010, au Meeting de Rieti, une semaine exactement après avoir établi son premier exploit, Rudisha retranche huit centièmes de seconde à son propre record du monde en réalisant le temps de 1 min 41 s 01, amené une nouvelle fois par Sammy Tangui (48 s 20 aux 400 m).
Lors de la finale du 800 m des Jeux olympiques de 2012, le 9 août 2012, à Londres, David Rudisha bat son propre record du monde à l'issue d'une course qu'il mène de bout en bout. Il s'impose dans le temps de 1 min 40 s 91 et devient le premier athlète à descendre sous les 1 min 41 s. Le détail par intervalle de course du record du monde de David Rudisha est le suivant :
| 200 m  | 400 m   | 600 m        | 800 m         | 0–200 m | 200–400 m | 400–600 m | 600–800 m | 1er tour | 2e tour |
| ------ | ------- | ------------ | ------------- | ------- | --------- | --------- | --------- | -------- | ------- |
| 23 s 5 | 49 s 28 | 1 min 14 s 3 | 1 min 40 s 91 | 23 s 5  | 25 s 8    | 25 s 0    | 26 s 6    | 49 s 28  | 51 s 63 |

Le 22 août 2024, lors du meeting Athletissima à Lausanne, le Kényan Emmanuel Wanyonyi réalise en 1 min 41 s 11 la deuxième meilleure performance de tous les temps, à égalité avec le Danois Wilson Kipketer (1997), échouant à 2/10e de seconde du record du monde de sDavid Rudisha.

### Progression
24 records du monde masculins en plein air ont été ratifiés par l'IAAF
| Chronométrage manuel       |                     |                  |                              |              |
| 1 min 51 s 9               | Ted Meredith        | 8 juillet 1912   | Jeux olympiques              | Stockholm    |
| 1 min 51 s 6 y             | Otto Peltzer        | 3 juillet 1926   | Championnats AAA             | Londres      |
| 1 min 50 s 6               | Séra Martin         | 14 juillet 1928  | Championnats de France       | Paris        |
| 1 min 49 s 8               | Tommy Hampson       | 2 août 1932      | Jeux olympiques              | Los Angeles  |
| 1 min 49 s 8 y             | Benjamin Eastman    | 16 juin 1934     |                              | Princeton    |
| 1 min 49 s 7               | Glenn Cunningham    | 20 août 1936     |                              | Stockholm    |
| 1 min 49 s 6 y             | Elroy Robinson      | 11 juillet 1937  |                              | New York     |
| 1 min 48 s 4+              | Sydney Wooderson    | 20 août 1938     |                              | Londres      |
| 1 min 46 s 6               | Rudolf Harbig       | 15 juillet 1939  | Match Allemagne-Italie       | Milan        |
| 1 min 45 s 7               | Roger Moens         | 3 août 1955      |                              | Oslo         |
| 1 min 44 s 3+              | Peter Snell         | 2 février 1962   |                              | Christchurch |
| 1 min 44 s 3               | Ralph Doubell       | 15 octobre 1968  | Jeux olympiques              | Mexico       |
| 1 min 44 s 3+              | Dave Wottle         | 1er juillet 1972 | Sélections olympiques        | Eugene       |
| 1 min 43 s 7               | Marcello Fiasconaro | 27 juin 1973     | Match Italie-Tchécoslovaquie | Milan        |
| 1 min 43 s 5               | Alberto Juantorena  | 16 juillet 1976  | Jeux olympiques              | Montréal     |
| 1 min 43 s 4               | Alberto Juantorena  | 21 août 1977     | Universiades                 | Sofia        |
| Chronométrage électronique |                     |                  |                              |              |
| 1 min 42 s 33              | Sebastian Coe       | 5 juillet 1979   | Bislett Games                | Oslo         |
| 1 min 41 s 73              | Sebastian Coe       | 10 juin 1981     | Citta di Firenze             | Florence     |
| 1 min 41 s 73              | Wilson Kipketer     | 7 juillet 1997   | DN-Galan                     | Stockholm    |
| 1 min 41 s 24              | Wilson Kipketer     | 13 août 1997     | Weltklasse                   | Zurich       |
| 1 min 41 s 11              | Wilson Kipketer     | 24 août 1997     | Meeting de Cologne           | Cologne      |
| 1 min 41 s 09              | David Rudisha       | 22 août 2010     | ISTAF Berlin                 | Berlin       |
| 1 min 41 s 01              | David Rudisha       | 29 août 2010     | Meeting de Rieti             | Rieti        |
| 1 min 40 s 91              | David Rudisha       | 9 août 2012      | Jeux olympiques              | Londres      |

## Record du monde féminin

### Premiers records

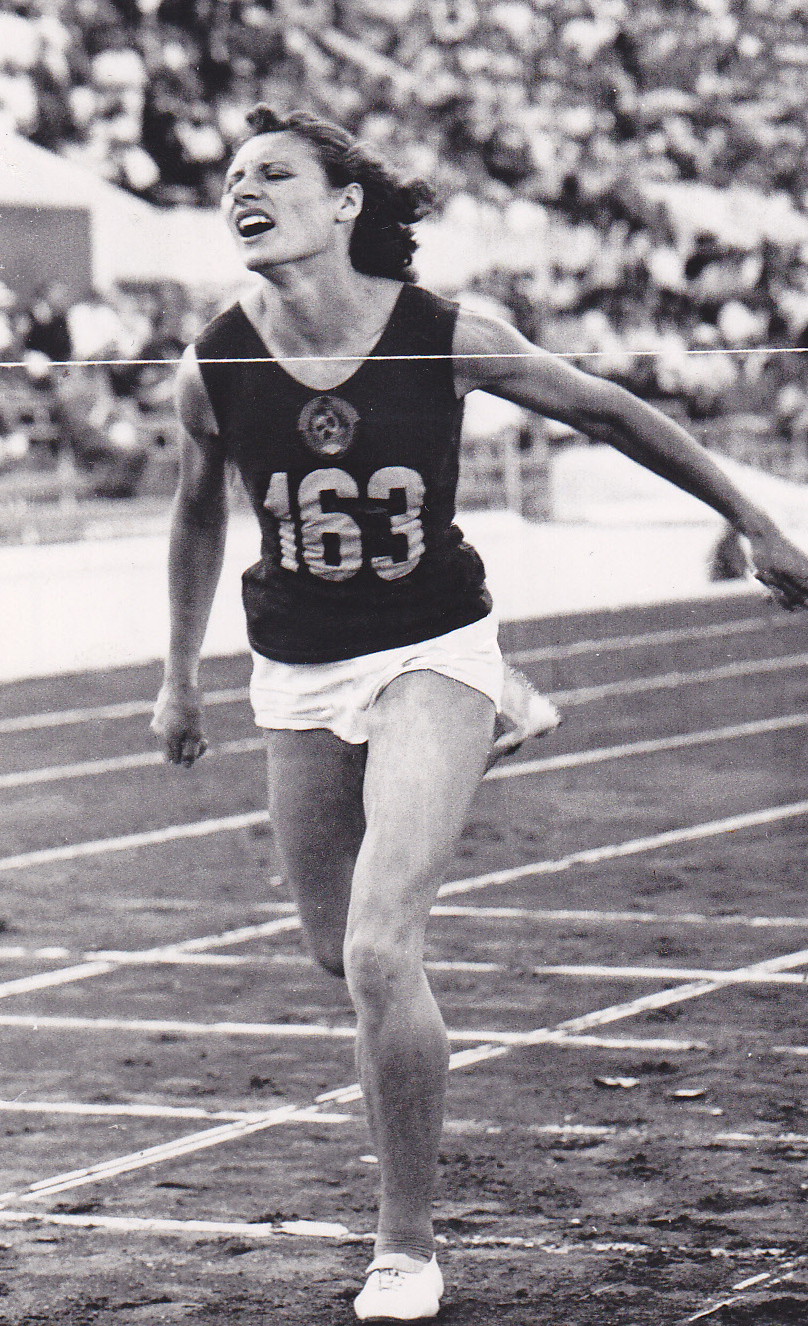
Ludmila Shevtsova.

Le premier record du monde féminin du 800 m est établi le 20 août 1922 à Paris lors des Jeux mondiaux féminins par la Française Georgette Lenoir en 2 min 30 s 4, performance améliorée de quatre secondes, quelques jours plus tard, le 30 août 1922 à Londres, sur la distance de 880 yards, par la Britannique Mary Lines.
De 1927 à 1928, l'Allemande Lina Radke améliore significativement la meilleure marque mondiale, la portant à 2 min 23 s 8 le 7 août 1927 au cours des  championnats d'Allemagne à Wrocław, à 2 min 19 s 6 le 1er juillet 1928 à Brzeg, et à 2 min 16 s 8 le 2 août 1928 à Amsterdam en finale des Jeux olympiques de 1928 où les femmes participent pour la première fois à cette épreuve. Auparavant, la Suédoise Inga Gentzel avait également établi un nouveau record du monde, le 16 juin 1928 à Stockholm, en 2 min 20 s 4.
De 1945 à 1946, la Suédoise Anna Larsson améliore trois fois consécutivement le record mondial en établissant les temps de 2 min 15 s 9 le 28 août 1944 à Stockholm au cours des championnats nationaux, 2 min 14 s 8 le 19 août 1945 à Helsingborg, et 2 min 13 s 8 le 30 août 1945, de nouveau à Stockholm.
La Soviétique Yevdokia Vasilyeva porte le record à 2 min 13 s 0 le 17 juillet 1950 à Moscou, sa compatriote Valentina Pomogayeva à 2 min 12 s 2 le 26 juillet 1951, toujours à Moscou.
De 1951 à 1955, la Soviétique Nina Otkalenko fait évoluer de plus de sept secondes le record du monde du 800 m en l'améliorant à cinq reprises. Elle réalise 2 min 12 s 0 le 26 août 1951 à Minsk, 2 min 8 s 5 le 15 juin 1952 à Kiev, 2 min 7 s 3 le 27 août 1953 à Moscou lors des championnats d'URSS, 2 min 6 s 6 le 16 septembre 1954 à Kiev, toujours au cours des championnats nationaux, et enfin 2 min 5 s 0 le 24 septembre 1955 à Zagreb.
Le 3 juillet 1960, lors du Mémorial Znamensky de Moscou, sa compatriote Ludmila Shevtsova s'approprie le record mondial en établissant le temps de 2 min 4 s 3, performance qu'elle égale le 7 septembre suivant à Rome en finale des Jeux olympiques.
Dans la décennie 1960, le record est amélioré quatre autres nouvelles fois : par l'Australienne Dixie Willis le 3 mars 1963 à Perth (2 min 1 s 2), par la Britannique Ann Packer le 20 octobre 1964 lors des Jeux olympiques de Tokyo (2 min 1 s 1), par l'autre australienne Judy Pollock le 28 juin 1967 à Helsinki (2 min 1 s 0), et par la Croate Vera Nikolić le 20 juillet 1968 à Londres.

### Sous les deux minutes
| |  |  |
| Hildegard Falck (à gauche) est la première athlète féminine à couvrir un 800 m en moins de deux minutes. Jarmila Kratochvílová (à droite) détient depuis 1983 le record du monde féminin. |  |  |

Le 11 juillet 1971, à Stuttgart au cours des championnats d'Allemagne et un an avant son titre olympique, l'Allemande Hildegard Falck devient la première athlète féminine à couvrir un 800 m en moins de deux minutes en établissant le temps de 1 min 58 s 5, retranchant deux secondes au record du monde de Vera Nikolić.
Le 24 août 1973, la Bulgare Svetla Zlateva améliore d'une seconde le record du monde de Falck en signant le temps de 1 min 57 s 5 à Athènes au cours des championnats des Balkans.
Le 12 juin 1976 lors des Championnats d'URSS à Kiev, la Soviétique Valentina Gerasimova améliore de plus d'une seconde et demie le record du monde de Svetla Zlateva en parcourant la distance en 1 min 56 s 0. En finale des Jeux olympiques de 1976, à Montréal le 26 juillet 1976, la Soviétique Tatyana Kazankina, qui détiendra par ailleurs plus tard le record du monde du 1 500 mètres, améliore de plus d'une seconde le record du monde du 800 m de Gerasimova en le portant à 1 min 54 s 9 lors de sa victoire en finale.
Le 12 juin 1980, la Soviétique Nadezhda Olizarenko égale le record du monde de sa compatriote Tatyana Kazankina en établissant le temps de 1 min 54 s 9 à Moscou. Le 27 juillet, à Moscou à l'occasion de sa victoire en finale des Jeux olympiques, elle améliore ce temps et établit le premier record du monde mesuré au chronométrage électronique, en 1 min 53 s 43.
Le 26 juillet 1983, à Munich lors de l'Olympiapark meeting, la Tchécoslovaque Jarmila Kratochvílová établit l'actuel record du monde dans le temps de 1 min 53 s 28, améliorant de 15/100e de seconde l'ancienne meilleure marque mondiale d'Olizarenko. Ce record constitue le record du monde d'athlétisme le plus ancien, toutes disciplines et hommes et femmes confondus.
Depuis 1983, plusieurs athlètes se sont rapprochées du record du monde de Jarmila Kratochvílová : la Cubaine Ana Fidelia Quirot le 9 septembre 1989 à Barcelone avec 1 min 54 s 44, la Kényane Pamela Jelimo le 29 août 2008 à Zurich avec 1 min 54 s 01, ou la Sud-africaine Caster Semenya le 30 juin 2018 à Paris avec 1 min 54 s 25.

### Progression
29 records du monde féminins en plein air ont été ratifiés par World Athletics.
| Temps                      | Athlète               | Date              | Circonstance             | Lieu        |
| -------------------------- | --------------------- | ----------------- | ------------------------ | ----------- |
| Chronométrage manuel       |                       |                   |                          |             |
| 2 min 30 s 4+              | Georgette Lenoir      | 20 août 1922      | Jeux mondiaux féminins   | Paris       |
| 2 min 26 s 6 y             | Mary Lines            | 30 août 1922      |                          | Londres     |
| 2 min 23 s 8               | Lina Radke            | 7 août 1927       | Championnats d'Allemagne | Breslau     |
| 2 min 20 s 4               | Inga Gentzel          | 16 juin 1928      |                          | Stockholm   |
| 2 min 19 s 6               | Lina Radke            | 1er juillet 1928  |                          | Brzeg       |
| 2 min 16 s 8               | Lina Radke            | 2 août 1928       | Jeux olympiques          | Amsterdam   |
| 2 min 15 s 9               | Anna Larsson          | 28 août 1944      | Championnats de Suède    | Stockholm   |
| 2 min 14 s 8               | Anna Larsson          | 19 août 1945      |                          | Helsingborg |
| 2 min 13 s 8               | Anna Larsson          | 30 août 1945      |                          | Stockholm   |
| 2 min 13 s 0               | Yevdokia Vasilyeva    | 17 juillet 1950   |                          | Moscou      |
| 2 min 12 s 2               | Valentina Pomogayeva  | 26 juillet 1951   |                          | Moscou      |
| 2 min 12 s 0               | Nina Otkalenko        | 26 août 1951      |                          | Minsk       |
| 2 min 08 s 5               | Nina Otkalenko        | 15 juin 1952      |                          | Kiev        |
| 2 min 07 s 3               | Nina Otkalenko        | 27 août 1953      | Championnats d'URSS      | Moscou      |
| 2 min 06 s 6               | Nina Otkalenko        | 16 septembre 1954 | Championnats d'URSS      | Kiev        |
| 2 min 05 s 0               | Nina Otkalenko        | 24 septembre 1955 |                          | Zagreb      |
| 2 min 04 s 3               | Ludmila Shevtsova     | 3 juillet 1960    | Mémorial Znamensky       | Moscou      |
| 2 min 04 s 3               | Ludmila Shevtsova     | 7 septembre 1960  | Jeux olympiques          | Rome        |
| 2 min 01 s 2+              | Dixie Willis          | 3 mars 1962       |                          | Perth       |
| 2 min 01 s 1               | Ann Packer            | 20 octobre 1964   | Jeux olympiques          | Tokyo       |
| 2 min 01 s 0               | Judy Pollock          | 28 juin 1967      |                          | Helsinki    |
| 2 min 00 s 5               | Vera Nikolić          | 20 juillet 1968   | Championnats WAAA        | Londres     |
| 1 min 58 s 5               | Hildegard Falck       | 11 juillet 1971   | Championnats d'Allemagne | Stuttgart   |
| 1 min 57 s 5               | Svetla Zlateva        | 24 août 1973      | Championnats des Balkans | Athènes     |
| 1 min 56 s 0               | Valentina Gerasimova  | 12 juin 1976      | Championnats d'URSS      | Kiev        |
| 1 min 54 s 9               | Tatyana Kazankina     | 26 juillet 1976   | Jeux olympiques          | Montréal    |
| 1 min 54 s 9               | Nadezhda Olizarenko   | 12 juin 1980      |                          | Moscou      |
| Chronométrage électronique |                       |                   |                          |             |
| 1 min 53 s 43              | Nadezhda Olizarenko   | 27 juillet 1980   | Jeux olympiques          | Moscou      |
| 1 min 53 s 28              | Jarmila Kratochvílová | 26 juillet 1983   | Olympiapark meeting      | Munich      |

## Records du monde sur piste courte
Les premiers records du monde en salle sont homologués par l'IAAF en 1983 pour les hommes et 1987 pour les femmes.
À partir du 1er janvier 2024, World Athletics introduit le nouveau terme « piste courte » (« short track » en anglais) en remplacement du terme « en salle » (« indoor ») pour décrire les compétitions et les performances dont les courses se déroulent sur une piste de 200 m, traditionnellement dans une salle mais également en extérieur.

### Hommes

#### Historique
Le premier record du monde en salle du 800 m homologué par l'IAAF est celui du Britannique Sebastian Coe qui établit la marque de 1 min 44 s 91 le 12 mars 1983 à Cosford à l'occasion de la rencontre d'athlétisme USA/Grande-Bretagne.
Ce record est amélioré de 7/100e de seconde le 4 mars 1989 en finale des championnats du monde en salle de Budapest par le Kényan Paul Ereng dans le temps de 1 min 44 s 84.
Lors des championnats du monde en salle de 1997 à Paris, le Danois Wilson Kipketer améliore à deux reprises le record du monde : une première fois en série le 7 mars en 1 min 43 s 96, et une deuxième fois en finale le 8 mars en 1 min 42 s 67, retranchant plus de deux secondes à l'ancien record de Paul Ereng.

#### Progression
4 records du monde en salle masculins du 800 m ont été ratifiés par World Athletics
| Temps         | Athlète         | Date         | Lieu     |
| ------------- | --------------- | ------------ | -------- |
| 1 min 44 s 91 | Sebastian Coe   | 12 mars 1983 | Cosford  |
| 1 min 44 s 84 | Paul Ereng      | 4 mars 1989  | Budapest |
| 1 min 43 s 96 | Wilson Kipketer | 7 mars 1997  | Paris    |
| 1 min 42 s 67 | Wilson Kipketer | 9 mars 1997  | Paris    |

### Femmes

#### Historique
Le temps de 1 min 58 s 4 établi le 17 février 1980 à Moscou par la Soviétique Olga Vakrushava constitue le premier record du monde féminin en salle du 800 m homologué par l'IAAF.
Le 1er février 1987 à Vienne, l'Est-allemande Sigrun Wodars porte le record mondial à 1 min 58 s 42. SA compatriote Christine Wachtel établit deux records du monde successifs : 1 min 57 s 64 le 10 février 1988 à Turin, puis 1 min 56 s 40 le 13 février 1988 à Vienne.
Le 3 mars 2002 à Vienne en finale des championnats d'Europe en salle, la Slovène  Jolanda Čeplak établit un nouveau record du monde en salle du 800 m en couvrant la distance en 1 min 55 s 82.

#### Progression
4 records du monde en salle féminins du 800 m ont été ratifiés par World Athletics.
| Temps         | Athlète           | Date             | Lieu   |
| ------------- | ----------------- | ---------------- | ------ |
| 1 min 58 s 4  | Olga Vakrushava   | 17 février 1980  | Moscou |
| 1 min 58 s 42 | Sigrun Wodars     | 1er février 1987 | Vienne |
| 1 min 57 s 64 | Christine Wachtel | 10 février 1988  | Turin  |
| 1 min 56 s 40 | Christine Wachtel | 13 février 1988  | Vienne |
| 1 min 55 s 82 | Jolanda Čeplak    | 3 mars 2002      | Vienne |

## Autres catégories d'âge

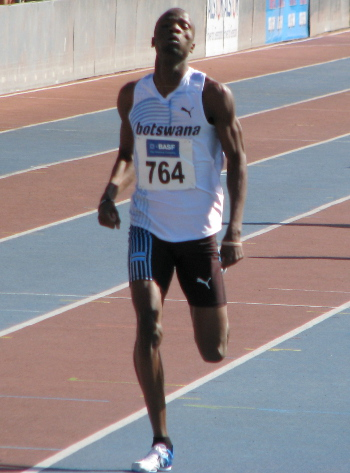
Nijel Amos détient le record du monde junior du 800 m en.

Les records du monde juniors du 800 m sont actuellement détenus par le Botswanais Nijel Amos, auteur de 1 min 41 s 73 le 9 août 2012 à Londres en finale des Jeux olympiques, et par la Kényane Pamela Jelimo, créditée de 1 min 54 s 01 le 29 août 2008 à Zurich. Les records du monde juniors en salle sont détenus par le Russe Yuriy Borzakovskiy en 1 min 44 s 35 (2000) et par l'Américaine Athing Mu en 1 min 58 s 40 (2021).
Les meilleures performances mondiales cadets sont la propriété de l'Éthiopien Mohammed Aman (1 min 43 s 37 le 10 septembre 2011 à Rieti) et de la Chinoise Wang Yuan (1 min 57 s 18 le 8 septembre 1993 à Pékin).
| Record                               | Athlète            | Temps         | Date              | Lieu     |
| ------------------------------------ | ------------------ | ------------- | ----------------- | -------- |
| Record du monde junior               | Nijel Amos         | 1 min 41 s 73 | 9 août 2012       | Londres  |
| Record du monde junior en salle      | Yuriy Borzakovskiy | 1 min 44 s 35 | 30 janvier 2000   | Dortmund |
| Meilleure performance mondiale cadet | Mohammed Aman      | 1 min 43 s 37 | 10 septembre 2011 | Rieti    |

| Record                               | Athlète       | Temps         | Date             | Lieu         |
| ------------------------------------ | ------------- | ------------- | ---------------- | ------------ |
| Record du monde junior               | Pamela Jelimo | 1 min 54 s 01 | 29 août 2008     | Zurich       |
| Record du monde junior en salle      | Athing Mu     | 1 min 58 s 40 | 27 février 2021  | Fayetteville |
| Meilleure performance mondiale cadet | Wang Yuan     | 1 min 57 s 18 | 8 septembre 1993 | Pékin        |